# ファビアン・オレジャーナ
ファビアン・アリエル・オレジャーナ・バレンスエーラ（Fabián Ariel Orellana Valenzuela, 1986年1月27日 - ）は、チリ・サンティアゴ出身のサッカー選手。ポジションはMF。

## 経歴

### クラブ
CSDコロコロの下部組織に在籍していたが、2000年にアウダックス・イタリアーノの下部組織に移った。わずか18歳でトップチームデビューすると、2007年シーズンには38試合で12得点を挙げた。アペルトゥーラで3位となり、クラウスーラでリーグ優勝を飾ると、前後期の上位クラブが参加したプレーオフでは準決勝に進出した。
2009年6月30日、イタリアのウディネーゼ・カルチョに完全移籍し、すぐにスペイン・セグンダ・ディビシオン（2部）のヘレスCDにレンタル移籍。2010-11シーズンはウディネーゼと提携関係にあるセグンダ・ディビシオンのグラナダCFにレンタル移籍し、リーグ戦で7得点、昇格プレーオフで1得点する堅実な働きでグラナダを35年ぶりのプリメーラ・ディビシオン（1部）昇格に導いた。なお、このシーズンには3度の退場処分を受けている。2011年夏、グラナダが保有権を獲得したが、9月にはセグンダ・ディビシオンのセルタ・デ・ビーゴにレンタル移籍した。33試合に出場して12得点を挙げ、レンタル先のクラブで2年連続となるプリメーラ・ディビシオン昇格を経験した。
2015年4月5日、相手選手の顔面に芝生を投げつけ退場したことが話題となった。
2017年1月31日、バレンシアCFに移籍した。2017年11月29日、シーズン終了までSDエイバルにレンタル移籍したことが発表された。レンタル料は40万ユーロで、エイバルが1部残留した場合、180万ユーロでの買取義務が発生する。公式戦出場が可能になるのは2018年1月1日以降だが、移籍発表後からチームに合流している。2018年4月27日、エイバルは買取オプションを行使したことが発表された。2019-20シーズン、2019新型コロナウイルス影響により、約3ヶ月のリーグ戦中断を経て2020年6月末にリーグ戦が再開され、チームはラ・リーガ残留争いを繰り広げていたこともあり、クラブは同シーズン終了までの短期契約を提示したものの、オレジャーナ側が短期契約延長を拒否したために、6月30日限りで退団が決定した。
2020年7月20日、レアル・バリャドリードに2年契約で移籍した。

### 代表
2007年にチリA代表デビュー。2008年にはU-20チリ代表としてトゥーロン国際大会に出場して準優勝に貢献。2008年10月15日の2010 FIFAワールドカップ・南米予選・アルゼンチン戦 (1-0) で代表初得点となる決勝点を挙げた。2009年10月10日、同予選のコロンビア戦 (4-2) では駄目押しとなる得点を挙げ、12年ぶりとなるチリ代表のFIFAワールドカップ本大会出場を確定させた。南アフリカで開催された本大会では、グループリーグのスペイン戦(1-2)でアレクシス・サンチェスに代わって途中出場した。

## 代表歴

### 出場大会
- チリ代表
  - 2010 FIFAワールドカップ
  - 2014 FIFAワールドカップ

### 試合数
- 国際Aマッチ 44試合 2得点（2008年-2021年）[11]

| チリ代表 | 国際Aマッチ | 国際Aマッチ |
| 年       | 出場        | 得点        |
| -------- | ----------- | ----------- |
| 2008     | 4           | 1           |
| 2009     | 9           | 1           |
| 2010     | 5           | 0           |
| 2011     | 4           | 0           |
| 2012     | 0           | 0           |
| 2013     | 1           | 0           |
| 2014     | 6           | 0           |
| 2015     | 4           | 0           |
| 2016     | 6           | 0           |
| 2017     | 1           | 0           |
| 2018     | 0           | 0           |
| 2019     | 1           | 0           |
| 2020     | 1           | 0           |
| 2021     | 2           | 0           |
| 通算     | 44          | 2           |

### 得点
| #  | 日付           | 場所         | 対戦相手     | スコア | 最終結果 | 大会                              |
| -- | -------------- | ------------ | ------------ | ------ | -------- | --------------------------------- |
| 1. | 2008年10月15日 | サンティアゴ | アルゼンチン | 1-0    | 1-0      | 2010 FIFAワールドカップ・南米予選 |
| 2. | 2009年10月10日 | メデジン     | コロンビア   | 2-4    | 2-4      | 2010 FIFAワールドカップ・南米予選 |